# Bachorza (Ryn)
Pour les articles homonymes, voir Bachorza.
Bachorza est un village polonais de la voïvodie de Varmie-Mazurie, dans le powiat de Giżycko.